# Župnija Zreče
Župnija Zreče je rimskokatoliška teritorialna župnija dekanije Slovenske Konjice Bistriško-Konjiškega naddekanata, ki je del nadškofije Maribor.

## Sakralni objekti
|    | slika | cerkev                                      | kraj / naselje            |
| -- | ----- | ------------------------------------------- | ------------------------- |
| 1. |       | cerkev Vstalega Zveličarja župnijska cerkev | Zreče                     |
| 2. |       | cerkev Matere Božje podružnica              | Brinjeva gora nad Zrečami |
| 3. |       | cerkev sv. Martina podružnica               | Zlakova                   |
| 4. |       | cerkev sv. Neže podružnica                  | Golika                    |

K stari cerkvi sv. Egidija je bila leta 1988 prizidana nova župnijska cerkev, posvečena Vstalemu zveličarju, sveti Egidij pa je ostal glavni župnijski zavetnik. Na področju župnije stoji še mnogo kapelic, znamenj in križev.

## Nekdanje cerkve
| slika | cerkev                                                        | kraj / naselje |
| ----- | ------------------------------------------------------------- | -------------- |
|       | cerkev sv. Egidija, Zreče nekdanja župnijska cerkev (do 1988) | Zreče          |

## Zgodovina
Že pred letom 587 so pod pritiskom Slovanov propadle škofije na Ptuju (Poetovio), v Virinumu na Gosposvetskem polju, v Celju (Celeii) in Emoni, pod novim slovanskih valom pa pred letom 591 še zadnji antični škofiji v Teurniji (St. Peter in Holz pri Spittalu a.d. Drau) in Aguntum (Lienz) ob zgornji Dravi. Cerkvena organizacija je tako v stoletjih preseljevanja narodov na Slovenskem propadla, poskusi pošiljanja misijonarjev pa niso obrodili sadov. Šele zlom obrske države, složen in vzajemen pristop Ogleja in Salzburga ter enotna frankovska država so ustvarili pogoje za uspešno misijonsko delovanje iz teh dveh cerkvenih središč. Vendar je bilo potrebno cerkveno upravo na današnjem slovenskem prostoru organizirati na novo. Iz teh časov je pomembna letnica 811, ko je v sporu med oglejskim patriarhom Ursom in salzburškim nadškofom Arnom frankovski cesar Karel Veliki (768–814) razsodil, da se Karantanija cerkvenoupravno razdeli tako, da je Salzburgu pripadlo ozemlje severno, Ogleju pa južno od reke Drave. Tako so od 9. stoletja na Slovenskem nastajale posamezne misijonarske postaje, skromne majhne cerkvice, ki so pač zadoščale za število vernikov. Misijonar je tedaj bil gost občestva, kjer se je mudil in deloval, dokler je bil pri njem. Prav te prve misijonarske postaje, ki so v madžarskih pohodih v prvi polovici 10. stoletja večinoma propadle, so bile neke vrste temeljni kamen prihodnjih stalnih misijonarskih središč, ki so ponekod že v 11., še bolj pa v 12. stoletju postale župnije. Ker so te postale matice župnijske organizacije v srednjem in še v novem veku, jih imenujemo pražupnije.

### Pražupnija Konjice
Že v letih 1085−1096 se je iz očitno preobsežno zasnovane hočke pražupnije izdvojila najprej konjiška pražupnija, vsaj leta 1146 pa še slivniška pražupnija. Vse tri so leta 1146 kot pražupnije prvič pisno omenjene v isti, do danes ohranjeni listini patriarha Pelegrina I. (1130–1161) iz Ogleja.
Konjiška pražupnija, tudi velika župnija (Grosspfarrei), je takrat obsegala ozemlje, večje od obsega sedanje Konjiške dekanije, na vzhodu je meja potekala nad Tremi kralji na Pohorju, med Tinjem in Čadramom do potoka Ložnice, med cerkvijo sv. Egidija v Kočnem in Laporjem do Boča. Na jugu po razvodju Dravinje čez Tolsti Vrh, Dolgo Goro, čez Boč nekako do Poljčanskega potoka in do meje z župnijo Ponikva in naprej do ceste, ki poteka iz Dramelj v Žičko Kartuzijo.
Na zahodu je meja potekala pod Črešnjicami in nad Frankolovim, na grič sv. Križa, Golek in Bukovo Goro in ob Dravinji navzgor do njenega izvira pod Roglo do srede Lazin, ter na severni strani po vrhu Pohorja do Javorskega vrha.
Na območju velike pražupnije je sčasoma nastalo 11 novih župnij (Čadram-Oplotnica, Poljčane, Laporje, Črešnjice, Loče, Prihova, Zreče, Kebelj, Gorenje pri Zrečah, Sveti Jernej pri Ločah, Špitalič in kot zadnja leta 1787 še župnija Žiče).

Ozemeljsko se konjiška pražupnija po 13. stoletju ni spreminjala, vse do druge polovice 18. stoletja, v njenem okviru pa so postajale posamezne cerkve vse pomembnejše. Z večanjem števila prebivalcev so iz navadnih podružnic, h katerim so občasno prihajali duhovniki iz Konjic, nastajale kaplanije, ekspoziture, vikariati in nazadnje samostojne župnije. Konjiška pražupnija in njeni župniki so imeli pomembno mesto in vlogo v oglejskem patriarhatu.
Po letu 1173 je kar sedem konjiških župnikov poleg župnijskega dela opravljalo še dela in naloge arhidiakonov savinjskega arhidiakonata. Na obsežnem področju oglejskega patriarhata so bili med najpomembnejšimi patriarhovimi pomočniki.
Konjiški župnik Valentin Fabri,  savinjski in podjunski arhidiakon, tudi prošt v Dobrli vasi na Koroškem, je imel ob koncu 15. stoletja v Konjicah devet duhovnih pomočnikov, ki so dušnopastirsko delovali pri petindvajsetih okoliških cerkvah. V vizitacijskem poročilu iz leta 1545 je bila zreška cerkev sv. Egidija imenovana med šestimi podružnicami (Čadram, sv. Kunigunda, Kebelj, Loče, Žiče). V tem času so Zreče že imele svojega kaplana, v dohodninski napovedi župnika Gašperja Hirzlerja iz leta 1542 se poimensko navaja Jorg Gesel. Sredi 17. stoletja je bil v Zrečah ustanovljen vikariat. Pri nastavljanju kaplanov in duhovnih pomočnikov je bil župnik samostojen, pri vikarjih pa je že moral imeti soglasje patriarha.

### Nastanek novih župnij
Iz konjiške pražupnije so med drugimi nastale naslednje župnije:
- v 12. stoletju je bila zidana župnijska cerkev Čadram - Oplotnica, sedanja cerkev je iz let 1895–1899; župnija od leta 1756;
- 1785 – ustanovljena župnija Kebelj, župnija omenjena že 1251. župnijska cerkev grajena 1391, samostojna župnija od 1891;
- 1787 – ustanovljena župnija v Gorenju pri Zrečah, župnijska cerkev sv. Kunigunde je bila zgrajena okoli leta 1391;

## Župnija Zreče
Točnega datuma ustanovitve župnije v Zrečah ne poznamo, zato lahko o njem le sklepamo na podlagi podatkov iz različnih virov. 
Profesor Jože Curk za Zreče navaja ustanovitev vikariata leta 1640, župnije pa leta 1756, kar potrjuje tudi vizitacijski zapisnik iz leta 1756, kjer je za cerkev sv. Egidija zapisano, da je bila 12. avgusta (...visitata est ecclesia parochialis).
Ker so pričeli s pisanjem župnijske kronike skoraj sto let kasneje, so v večjo oporo matične knjige. V knjigi krščenih je mogoče leta 1753 za imenom krstitelja Jakoba Goloba najti oznako P. L. (latinsko parochus loci, krajevni župnik). Naslednje leto je bila v knjigo umrlih vpisana njegova smrt (19. aprilis sepultus R.D. Jakobus Golob, parochus loci). V naslednjih letih so bila zapisana imena vikarjev župnije (Jože Bartholoti, vicarium parochialem, po 1766 parochus).
Ob ustanovitvi je bila župnija teritorialno večja od današnje, saj je segala od Gabrovelj do Rogle, od Križevca do Brezja. V njej je bilo osem cerkva: župnijska cerkev sv. Egidija v Zrečah in podružnice Sv. Neže na Goliki, Matere Božje na Brinjevi gori, sv. Martina nad Zlakovo, sv. Pankracija v Jamniku, sv. Križa v Križevcu, sv. Kunigunde na Gorenju in sv. Jakoba na Resniku. Cerkvica sv. Pankracija je bila leta 1783 opuščena, cerkev sv. Križa v Križevcu pa leta 1802 porušena. Šele v času vladanja cesarja Jožefa II. so bile v procesu preoblikovanja v letih 1787–1789 župnije velikovškega okrožja na Koroškem in celjskega okrožja na Štajerskem, med njimi tudi župnija Zreče, priključene k tedanjim zgolj osmih župnijah Lavantinske škofije.

## Evropska pešpot sv. Martina Tourškega
Od podružnične cerkve sv. Martina v Zlakovi do župnijske cerkve sv. Egidija v  Zrečah, po trasi nekdanje železnice ter naprej v Žičko kartuzijo (etapa 10) vodi Evropska pešpot sv. Martina Tourškega (Via Sancti Martini), ki jo je leta 2005 Svet Evrope proglasil za Veliko evropsko kulturno pot. Dolga je 2500 km in povezuje kraje, ki so zaznamovali življenje in čaščenja tega znamenitega svetnika.